# Erbprozent Kultur
Erbprozent Kultur ist eine schweizerische Stiftung zur Kulturförderung. Sie wirbt dafür, dass Menschen 1 % ihres Nachlasses der Förderung der Kultur vermachen.

## Idee
Erbprozent Kultur setzt sich dafür ein, dass Menschen 1 % ihres Nachlasses in Form eines Erbversprechens der Kultur vermachen. Nach dem Tod wird dieses «Erbprozent» zur Förderung der Kultur genutzt. Wer sein Versprechen schon zu Lebzeiten einlösen will, kann das in Form eines Vorlasses, im juristischen Sinn einer Schenkung, tun. Das Erbversprechen ergänzt ein bestehendes Testament; ein solches ist aber keine Voraussetzung. Wie jede testamentarische Verfügung lässt sich das Erbversprechen widerrufen. Die Stiftung ist gesamtschweizerisch tätig, hat gemeinnützigen Charakter und verfolgt keinen finanziellen Erwerbszweck.

## Stiftung
Aufbau und Verwaltung der Stiftung sollen laut Eigenangaben aus Fördergeldern und Sponsormitteln finanziert werden. Gefördert wird laut Stiftungszweck Kultur in und aus der Schweiz.

## Geschichte
Die Stiftung Erbprozent Kultur wurde anlässlich der Kulturlandsgemeinde vom 2. und 3. Mai 2015 lanciert. Bei diesem jährlichen Festival in Appenzell Ausserrhoden ging es um das Thema Erben und Vererben. Im Zuge der Vorbereitungen hierzu wurde die Idee zu «Erbprozent Kultur» von Margrit Bürer (Leiterin Amt für Kultur des Kantons Appenzell Ausserrhoden), Ueli Vogt (Leiter Zeughaus Teufen) und Marcus Gossolt (Alltag Agentur) entwickelt.
2017 konnte die Stiftung ihrem eigentlichen Zweck nachgehen und erstmals Fördermittel vergeben.